# Chico Prego
Francisco de São José, mais conhecido como  "Chico Prego", foi um dos líderes da Revolta de Queimado, capturado e condenado à morte por enforcamento em 11 de janeiro de 1850. A Lei do Incentivo Cultural no Espirito Santo tem como apelido "lei Chico Prego".

## Biografia
A revolta teria começado 11 meses antes, em 19 de março de 1849, quando o frade católico italiano Gregório José da Bene mentiu sobre a alforria dos escravos que ajudassem a construir a igreja de São José, no atual município da Serra à 25 quilômetros da capital Vitória.
Em alguns boatos, Gregório nunca aceitou o trabalho escravo e só conseguiria garantir a liberdade dos escravos com pedidos para os fazendeiros.
Pelo menos 300 escravos, incluindo mulheres e crianças, participaram e foram liderados por Chico Prego, Elisiário Rangel e João da Viúva na revolta e foi necessário a mobilização de tropas capixabas e cariocas para conte-la.
A revolta foi reprendida em apenas cinco dias pela polícia da província, a maioria dos rebeldes foram brutalmente assassinados e seus corpos foram despejados na Lagoa das Almas e os cinco líderes rebeldes, incluindo Chico Prego e João da Viúva, foram condenados a morte judicialmente, com exceção de Elisiário Rangel que fugiu da cela aberta.
Os que sobreviveram se refugiaram para Cariacica, onde fundaram o Quilombo Rosa d’Água. 
Em 1993, o Sítio do Queimado, cenário foi tombado, no entanto, as suas ruínas passaram a ser restauradas por meio da viabilização de 1,3 milhões de reais pelo Acordo de Cooperação Técnica e Financeira e o Sindicato do Comércio Atacadista e Distribuidor do Espirito Santo (Sincades) e o atual prefeito da Serra, Audifax Barcelos pretende torna-lo um museu a céu aberto.